# Driffield & District Association Football League
Driffield & District Association Football League är en engelsk fotbollsliga baserad runt Driffield. Den har en division, kallad Premier Division, vilken ligger på nivå 13 i det engelska ligasystemet.
Ligan är en matarliga till Humber Premier League.

## Mästare
| Säsong  | Premier Division            |
| ------- | --------------------------- |
| 2007/08 | Yorkies                     |
| 2008/09 | Driffield Evening Institute |
| 2010/11 | Bridlington Snooker Centre  |